# Drvenik
Drvenik este un oraș în Croația.